# Мария Гаетана Анези
Мария Гаетана Анези (на италиански: Maria Gaetana Agnesi), още Аньези или Аниези, e италианска математичка, една от най-значимите жени в историята на математиката. Добива известност със своя учебник по диференциално смятане и изучаваната от нея крива от трета степен версиера, наречена още „къдрица на Анези“.

## Биография
Родена е на 16 май 1718 година в Милано, Италия, в аристократично многодетно семейство. Баща ѝ е професор по математика в Болонския университет. Мария Гаетана от малка получава добро образование, като изучава математика и древни и източни езици. До тринадесетия си рожден ден вече владее гръцки, иврит, испански, немски и латински. Знае се, че на 9-годишна възраст тя изнася на латински език беседа, посветена на достъпа на жените до висше образование. Баща ѝ имал силно влияние над нея през целия ѝ живот и тя никога не сключва брак и не напуска родния си дом.
Анези имала късмет, че открила добър учител по математика в лицето на монаха Рамиро Рампинели, преподавател в университетите в Болоня и Рим. Под негово ръководство тя изучава трудовете на французите Лопитал и Рейно (Charles René Reyneau) и се вдъхновява за написването на своя известен двутомен учебник „Instituzioni analitiche ad uso della gioventu italiana“ („Основи на анализа за употреба от италианската младеж“). В първия му том се разглеждат крайните величини, а във втория – безкрайно малките. В частност доказва, че всяко уравнение от трета степен има три корена. Учебникът е завършен през 1745 година и изпратен за рецензия на Якопо Рикати и неговия син Винченцо Рикати, а три години по-късно е издаден. Този труд прави голямо впечатление на математическата общност в Европа. В рецензия на Парижката академия на науките е отбелязано умелото, стройно и хомогенно изложение, с което са представени резултатите на много математици, използвали за доказателствата си твърде разнообразен математически инструментариум. Впечатлен е и папа Бенедикт XIV, който в писмо до Анези заявява, че трудът ѝ ще прослави Италия и академията в Болоня.
През октомври 1750 година тя получава покана да ръководи Катедрата по математика там, но възпрепятствана от своя властен баща, тя така и никога не приема поканата. Две години по-късно той умира, но Анези вече е взела решението да отдаде остатъка от живота си на болногледачество и благотворителност, като отваря дом за възрастни бедни жени. Похарчила цялото си състояние за благородната кауза, през 1799 година тя умира в пълна мизерия в хосписа, който някога е управлявала.